# Vecpiebalga
El municipi de Vecpiebalga (en letó: Vecpiebalgas novads) és un dels 110 municipis de Letònia, que es troba localitzat al centre del país bàltic, i que té com a capital la localitat de Vecpiebalga. El municipi va ser creat l'any 2009 després de la reorganització territorial.

## Ciutats i zones rurals
- Bārbeles pagasts (zona rural)
- Kurmenes pagasts (zona rural)
- Skaistkalnes pagasts (zona rural)
- Stelpes pagasts (zona rural)
- Valles pagasts (zona rural)
- Vecumnieku pagasts (zona rural)

## Població i territori
La seva població està composta per un total de 4.776 persones (2009). La superfície del municipi té uns 542,5 kilòmetres quadrats, i la densitat poblacional és de 8,80 habitants per kilòmetre quadrat.